# 뉴딜 연합
뉴딜 연합(영어: New Deal coalition)은 1932년부터 민주당을 지지했던 미국의 정치적 연합이었다. 이 연합은 프랭클린 D. 루스벨트 대통령의 뉴딜 프로그램과 뒤이은 민주당 대통령들의 이름을 따서 명명되었다. 이 연합은 이들을 지지하는 투표 블록들로 구성되었다. 연합에는 노동조합, 블루칼라 노동자, 대도시 조직, 인종 및 종교 소수자(특히 유대인, 가톨릭 신자, 아프리카계 미국인), 남부 백인, 지식인들이 포함되었다. 유권자 외에도 이 연합에는 강력한 이익 단체들이 포함되었다: 대부분의 주에 있는 민주당 조직, 도시 조직, 노동조합, 일부 제3당, 대학교, 그리고 재단. 이는 주로 공화당, 재계, 부유한 개신교도들에 의해 반대되었다. 연합을 만들 때, 루스벨트는 처음에는 "민주당"이라는 이름을 경시하더라도 자유주의 공화당원과 일부 급진적인 제3당을 포함시키려 했다. 1940년대까지 공화당과 제3당 동맹국들은 대부분 패배했다. 1948년, 민주당은 단독으로 백악관과 양원 의회를 장악하며 두 개의 분열된 정당을 만들어낸 분열을 극복하고 권한을 확보했다.
이 연합은 수십 년 동안 민주당을 전국적인 다수당으로 만들었다. 1933년부터 1968년까지 민주당은 드와이트 D. 아이젠하워 공화당 대통령이 1952년에 당선되고 1956년에 폭넓은 인기로 재선되었을 때만 백악관 통제권을 잃었다. 민주당은 1990년대 이전에는 보통 양원 의회를 모두 통제했다. 이 연합은 1940년 이후 대도시 정치기계의 붕괴, 1970년 이후 노동조합의 꾸준한 쇠퇴, 1968년 선거 중의 심한 파벌 싸움, 인종 문제에 대한 북부 백인 민족집단과 남부 백인들의 보수주의로의 전환, 그리고 규제에 반대하는 로널드 레이건 하에서의 신자유주의 부상으로 약화되기 시작했다.

## 역사

### 형성
미국 대공황은 1929년에 시작되었으며 종종 공화당과 그들의 대기업 동맹에 비난을 받았다. 허버트 후버 공화당 대통령은 연방 구호 노력을 부당하다고 반대했으며, 시장 주체와 지방 정부가 상황을 더 잘 해결할 수 있다고 믿었다. 대공황이 악화되면서 유권자들은 이러한 접근 방식에 점점 더 불만을 느끼게 되었고, 후버 대통령이 그들의 경제적 어려움에 무관심하다고 보게 되었다. 프랭클린 D. 루스벨트는 1932년에 압도적인 승리를 거두었고, 재임 기간 동안 강력한 전국 연합을 구축하고 파트너들이 서로 싸우는 것을 막는 데 시간을 보냈다.
1930년대 동안 루스벨트는 자유주의자, 노동조합, 북부의 종교 및 민족 소수자(가톨릭, 유대인, 흑인), 그리고 남부 백인들로 구성된 연합을 만들었다. 이 투표 블록들은 함께 유권자들의 다수를 형성하여 민주당에 아홉 번의 대통령 선거 중 일곱 번의 승리(1932–1948, 1960, 1964)를 안겨주었으며, 1932년에서 1980년 사이 4년을 제외한 모든 기간 동안 양원 의회의 통제권을 주었다(공화당은 1946년과 1952년에 소수 우위를 차지했다). 정치학자들은 이러한 재편성을 그 이전에 있었던 1896–1932년 시대의 제4차 정당제와 대비하여 "제5차 정당제"라고 설명한다.
도시 조직들은 중요한 역할을 수행했다. 가장 중요한 것은 뉴딜 연합이 도시뿐만 아니라 전체 주를 장악해야 했다는 점이다. 가능한 한 가장 큰 압도적인 승리가 필요했으며, 도시 조직들은 1940년, 1944년, 1948년에 이를 달성했다. 그들은 실업자들을 대상으로 한 연방 일자리, 즉 민간 공공사업청, 민간 보존단(소년들의 임금이 실업자 아버지에게 갔다), 연방 긴급 구호청, 그리고 특히 공공사업진흥국(WPA)을 제공함으로써 유권자들을 유지했다. 대표적인 전환은 오랫동안 번영의 약속과 함께 공화당의 요새였던 피츠버그에서 일어났다. 악화되는 불황은 민주당이 일부 공화당원들을 당을 바꾸도록 설득하고 이전에 투표하지 않았던 많은 소수민족들을 동원할 수 있게 했다. 민주당은 루스벨트의 인기를 활용하여 1933년 시장 선거에서 승리했다. 그 후 WPA는 민주당 조직의 통합에 결정적인 역할을 했다. 1936년까지 민주당은 남북전쟁 이후 처음으로 등록 유권자 수에서 다수를 차지했다. 그해 11월 FDR은 피츠버그 득표율의 70%를 얻었다.

### 루스벨트의 좌경화
1933년 대통령은 기업과 노동, 은행가와 차용인, 농장과 도시, 자유주의자와 보수주의자 등 모든 주요 그룹을 한데 모으기를 원했다. 그의 오랜 친구인 앨 스미스가 이끄는 아메리칸 리버티 리그로 대표되는 우파의 공격이 심화되면서 그 꿈은 깨졌다. 여론이 급진적으로 변하고 있음을 감지한 루스벨트는 좌경화했다. 그는 대기업을 공격했다. 그의 주요 혁신은 노년층을 위한 사회 보장, 실업자들을 위한 WPA, 그리고 노동조합을 지원하고 장려하기 위한 새로운 노동 관계법이었다. 1936년 재선 캠페인에서 루스벨트는 개인적인 캠페인을 펼치고 민주당 이름을 경시했다. 1933년 기업과 노동자 사이의 중립적인 중재자라는 입장에서 벗어나, 이제 그는 강력한 노동조합 지지자가 되었다. 그는 "경제적 왕정주의자들"을 비난하며 부유한 상류층에 대항하는 운동을 벌였다. 그는 좌파의 제3당들과 협력했다: 미네소타 농민노동당, 위스콘신 진보당, 그리고 뉴욕주에서는 미국 노동당(ALP). 뉴욕시에서는 시청을 장악했던 태머니 홀의 보수주의자들에 대항하여 공화당원 피오렐로 라과디아와 긴밀히 협력했다. 라과디아는 임시 시 통합당의 후보였으며, 1933년 시장 선거에서 승리했고 1937년과 1941년에 재선되었다. 라과디아는 또한 노동조합이 장악한 좌익 단체인 미국 노동당(ALP)의 후보였으며, 이 당은 1936년, 1940년, 1944년에 루스벨트를 지지했다. ALP의 역할은 민주당을 불신하는 사회주의자들을 뉴딜 연합으로 유입시키는 것이었다. 1940년 라과디아는 전국 독립 유권자 위원회를 이끌었으며, 그 대가로 대통령은 그를 민간 방위국의 책임자로 임명했다. 그는 은퇴했고 1945년 태머니 후보인 윌리엄 오두와이어가 그의 뒤를 이어 시장이 되었다.

### WPA 일자리와 민주당 조직
루스벨트의 최고 보좌관인 제임스 팔리는 뉴욕주 민주당 위원장, 민주당 전국위원회(DNC) 위원장, FDR 내각의 우정부 장관을 겸임했으며, 1932년과 1940년에 FDR의 선거 운동 책임자였다. 그는 우체국의 전통적인 후원직을 담당했다. 그는 실업자들을 위한 새로운 기관들, 특히 공공사업진흥국과 민간 보존단 및 다른 직업 기관들을 도왔다. 그는 주 및 지방 민주당 조직이 연방 급여를 받을 가능성 있는 후보자를 선정하는 시스템을 구축하도록 도왔다. 1940년대에 대부분의 대도시 조직들은 시카고와 올버니와 같은 몇몇 예외를 제외하고는 붕괴되었다.
유권자이거나 민주당원이라고 해서 구호 일자리를 얻기 위한 전제 조건은 아니었다. 연방 법률은 WPA 노동자에 대한 모든 정치적 차별을 특별히 금지했다. 당시 막연한 비난들이 오갔다. 전문가들의 합의는 다음과 같다: "WPA 프로젝트 일자리 분배에 있어서, 감독 및 행정직과 달리 정치는 비교적 중요하지 않은 역할을 한다." 그러나 고용된 사람들은 선거 때마다 FDR이 그들의 일자리를 만들었고 공화당이 그것을 빼앗을 것이라는 말을 들었다. 대다수는 그에 따라 투표했다.

### 쇠퇴 및 붕괴
1941년경 대공황이 끝난 후 다음 과제는 민주당 다수당을 유지하는 것이었다. 1946년 공화당의 압도적 승리 이후로는 불가능해 보였다. 언론인 새뮤얼 루벨은 1948년 대통령 선거 후 유권자들과의 심층 인터뷰에서 민주당원 해리 트루먼이 공화당원 토머스 E. 듀이보다 지난 20년간 발전한 "새로운 중산층"에게 더 안전하고 보수적인 후보처럼 보였다고 밝혔다. 그는 "유권자의 상당 부분에게 민주당은 번영의 당으로서 공화당을 대체했다"고 썼다.
1952년과 1956년에 공화당 드와이트 아이젠하워는 연합의 여러 요소, 특히 일부 북부 농민과 육체 노동자, 그리고 국경 남부의 중산층 유권자들을 일시적으로 공화당 진영으로 끌어들일 수 있었다. 1960년 선거에서 존 F. 케네디와 그의 러닝메이트 린든 B. 존슨은 남부 유권자들을 다시 불러들였다.
린든 B. 존슨 대통령이 1964년 선거에서 압도적인 승리를 거둔 후, 민주당이 다수를 차지한 의회는 많은 자유주의 법안을 통과시켰다. 노동조합 지도자들은 뉴딜 시대 이후 가장 광범위한 자유주의 법안에 대해 공로를 주장했다. 여기에는 1964년 민권법, 1965년 투표권법, 빈곤과의 전쟁, 도시 및 교육 지원, 사회 보장 혜택 증가, 노년층을 위한 메디케어가 포함되었다. 1966년 선거는 예상치 못한 재앙이었으며, 많은 자유주의 민주당원들이 패배했다. 앨런 드레이퍼에 따르면, AFL-CIO 정치 행동 위원회(COPE)는 노동 운동의 주요 선거 운동 조직이었다. 이들은 공화당의 주요 공격 지점이 되었던 민권에 대한 백인들의 반발을 무시했다. COPE는 노동조합원들이 노동조합 지도부에게 가장 중요한 문제에 관심이 있다고 잘못 가정했지만, 여론조사에 따르면 조합원들이 훨씬 더 보수적이라는 사실이 드러났다. 젊은 조합원들은 세금과 범죄에 대해 더 많이 우려했고, 나이 든 조합원들은 인종적 편견을 극복하지 못했다. 노동조합은 경제가 서비스 지향적으로 변하고 제조업 일자리의 비중이 감소하면서 1970년대에 조합원 수와 영향력을 잃기 시작했다. 기업들은 노동조합의 영향력이 없는 선 벨트 주로 제조업 일자리를 이전하기 시작했고, 많은 미국인들이 그 뒤를 따랐다. 그 결과, 노동조합 가입률은 꾸준히 감소했다. 노동조합은 공화당에 의해 부패하고 비효율적이며 구식이라고 비난받았다.
1960년대 동안, 민권과 인종 통합, 베트남 전쟁과 1960년대 반문화, 적극적 우대조치, 그리고 대규모 도시 폭동과 같은 문제들은 연합을 더욱 분열시키고 많은 백인들을 멀어지게 하여, 연합이 붕괴되기 시작했음을 알렸다. 베트남 전쟁은 자유주의 연합을 매파(존슨과 휴버트 험프리 부통령이 이끌었다)와 비둘기파(유진 매카시와 로버트 케네디 상원의원이 이끌었다)로 분열시켰다. 또한 존 F. 케네디 암살 이후, 연합은 루스벨트와 같은 위상을 가진 지도자가 없었다. 가장 가까웠던 사람은 린든 B. 존슨(1963-1969년 대통령)이었는데, 그는 옛 연합을 재활성화하려 노력했지만, 특히 베트남 전쟁에 대한 그의 대처가 부상하는 신좌파를 소외시킨 후에는 다투는 구성 요소들을 함께 유지할 수 없었다. 존슨 외에도 가장 가까웠던 사람은 1968년 민주당의 유력한 후보였던 로버트 케네디였다. 마틴 루터 킹과 로버트 케네디의 암살은 단 두 달 사이에 뉴딜 연합의 전망에 거의 치명적인 타격이 된 것으로 보인다.

#### 레이건 시대와 남부 전략
로널드 레이건 재임 기간(1981–1989), 공화당은 주로 지미 카터(1977–1981)의 스태그플레이션 대처 미흡으로 인해 번영 문제에 대한 통제권을 장악했다. 레이건의 새로운 경제 정책인 신자유주의는 규제가 경제 성장에 해롭고 감세가 지속적인 번영을 가져올 것이라고 주장했다. 1994년 공화당은 1952년 이후 처음으로 의회 통제권을 장악했다. 이에 대한 빌 클린턴 민주당 대통령의 반응은 이러했다: “우리는 큰 정부가 모든 해답을 가지고 있지 않다는 것을 안다. 우리는 모든 문제에 대한 프로그램이 없다는 것을 안다.... 큰 정부의 시대는 끝났다.” 클린턴은 뉴딜 시대에 영감을 받은 복지 프로그램을 삭감하고 뉴딜의 은행 규제 일부를 철폐했다. 클린턴은 신자유주의적 주장을 대체로 수용하여, 뉴딜 연합이 번영 문제에 대한 주장을 포기했다.
대부분의 북부인들이 원래의 민권 운동을 지지하는 동안, 많은 보수적인 블루칼라 유권자들은 인종 통합이라는 목표를 싫어했고 도시 범죄의 증가를 두려워했다. 공화당은 리처드 닉슨 아래에서, 그리고 나중에는 레이건 아래에서, 법과 질서에 강경하게 대처하겠다는 약속으로 이 유권자들을 끌어모을 수 있었다. 블루칼라 노동자들의 표는 1972년과 1984년 공화당의 압승에 크게 기여했으며, 1980년과 1988년에는 그 정도가 덜했다. 대통령 수준에서는 공화당이 1928년 일찍이 그리고 1952년 이후 도시 중산층 남부 백인들 사이에서 진전을 보였다. 1980년부터 레이건은 중산층과 노동계층 남부 백인 모두를 통합했다. 주 및 지방 수준에서 공화당은 2000년까지 남부 대부분에서 다수당 지위를 얻을 때까지 두 백인 그룹 모두에서 꾸준히 지지세를 얻었다.
학자들은 뉴딜 연합이 왜 그렇게 완전히 붕괴되었는지에 대해 정확히 논쟁한다. 대부분은 공화당이 민주당의 국가 민권 지지에 대한 반발에 호소하려는 남부 전략을 강조한다. 그러나 소수의 학자들은 인종 외에 인구통계학적 변화도 고려한다. 그들은 면화 농업의 붕괴, 교외 중산층의 성장, 그리고 북부 이주민의 대규모 유입이 인종차별적 요인보다 더 중요했다고 주장한다. 두 견해 모두 바이블 벨트에서 백인 남부 개신교도들에게 중요한 종교적 문제(예: 낙태와 성소수자 권리에 대한 반대)의 정치화가 강력한 공화당의 호소력을 만들었다는 점에 동의한다.

## 1930년대 구성 요소

### 제3당
루스벨트는 민주당을 넘어서는 폭넓은 연합을 원했다. 그는 네브래스카의 조지 W. 노리스나 위스콘신의 로버트 M. 라 폴레트 주니어 상원의원처럼 공화당에 속한 옛 진보주의자들을 존경했다. 그는 위스콘신 민주당원들의 보수주의를 싫어했고 그곳의 진보당과 협력하는 것을 선호했다. 미네소타의 농민노동당은 FDR과 비공식적인 동맹을 맺고 1936년에 그를 지지했다. 미네소타 민주당은 약한 제3당이었다. 백악관은 미네소타의 농민노동당(FLP)을 지지했다. 루스벨트는 플로이드 B. 올슨 주지사와 비공식적인 거래를 했는데, FLP가 일부 후원직을 얻는 대신 FLP는 1936년 루스벨트에 대항하는 제3당 후보를 막는 데 협력하기로 했다. 급진적인 제3당들은 1936년 이후 급격히 쇠퇴하여 더 이상 뉴딜 연합에서 역할을 하지 못했다.

### 좌파의 압력
1933-34년에 경제가 개선되기 시작하면서 사람들은 더 빠른 조치를 강력히 요구했고 뉴딜 정책자들을 좌파로 밀어붙였다. 특히 캘리포니아와 미네소타에서 노동 파업이 대규모로 확산되었다. 직물 노동자들은 1934년에 미국 역사상 가장 큰 파업을 일으켰다. 루이지애나의 휴이 롱 상원의원과 라디오 사제 찰스 코글린은 모두 1932년에 루스벨트의 적극적인 지지자들이었다. 그들은 이제 결별하고 수백만 지지자들에게 전국적인 호소를 시작했으며, 1936년에 루스벨트의 좌파에 새로운 제3당을 창당할 계획을 이야기했다. 롱은 암살되었지만 그의 추종자들은 연합당을 창당하여 1936년 미국 대통령 선거에서 2%의 득표율을 얻었다. 캘리포니아에서는 유명한 소설가이자 사회주의자인 업턴 싱클레어가 1934년 좌파 성향의 공화당 지사 후보로 지명되었다. 그의 EPIC 프로그램은 실업자들을 고용하기 위한 주 소유 공장 설립과 노년층을 위한 연금 인상을 통해 빈곤과 실업을 종식시키겠다고 약속했다. 비평가들은 이것이 다른 모든 곳에서 실업자들을 주로 유입시킬 것이라고 말했다. 싱클레어는 자신만의 연금 계획을 가지고 있었고 강력한 지지층을 가지고 있던 타운젠드 계획을 지지하기를 거부했다. 공화당 후보는 타운젠드 계획을 지지하고 운동의 지지를 얻었다. 싱클레어는 루스벨트를 포함한 저명한 민주당원들의 이탈과 할리우드 기술을 사용한 대규모 비방 캠페인, 그리고 모든 주 신문들이 그를 반대하고 그의 아이디어를 보도하기를 거부하는 언론 통제로 인해 간신히 패배했다. 공화당 지도부는 캘리포니아 유권자들이 좌경화하고 있다는 것을 깨닫고 이에 동조했다. 1934년 공화당 강령은 타운젠드 계획뿐만 아니라 30시간 근무 주, 실업 구호, 모든 노동자를 위한 단체 교섭도 지지했다. 공화당은 표를 얻고 싶었지만 그 과정에서 사회 복지 국가를 초당파적인 이상으로 정당화했다. 결과적으로, 캘리포니아 경험은 뉴딜이 특히 WPA와 사회 보장과 같은 사회 복지 입법을 향해 나아가도록 도왔다. 싱클레어의 캠페인은 야심찬 민주당 지도자들에게 활력을 불어넣었고, 그중 가장 눈에 띄는 인물은 1938년 주지사로 당선된 컬버트 올슨이었다. 뉴딜의 사회 보장 시스템에 대한 대안이 필요했던 전국의 많은 공화당원들은 타운젠드 계획을 지지했다.

### 계급, 민족성, 그리고 종교
북부 주에서 계급과 민족성은 1936년부터 1968년까지 대통령 및 의회 선거의 여론 조사 데이터에서 보여지듯이 뉴딜 연합에 결정적인 요소로 작용했다. 이 기간 동안 블루칼라 노동자들은 평균 63%가 민주당 유권자였다. 중산층을 대표하는 화이트칼라 노동자들은 평균 43%가 민주당원이었다. 이 기간 동안 종교적 소속별로 보면 북부 백인 개신교도들은 평균 58%가 공화당원이었지만, 백인 가톨릭 신자들은 68%가 민주당원이었다. 사회 계급과 종교적 소속은 서로 영향을 미칠 수 있는 별개의 효과를 가졌다. 그래서 가톨릭 블루칼라 노동자들은 76%가 민주당원이었지만, 개신교 블루칼라 노동자들은 52%만이 민주당원이었다. 이 기간 내내, 더 교육을 많이 받은 고소득 중산층 유권자들은 공화당에 더 기울어졌고, 그래서 북부 개신교 화이트칼라 유권자들은 평균 69%가 공화당원이었던 반면, 가톨릭 화이트칼라 유권자들은 41%만이 공화당원이었다. 북부에서는 가톨릭 블루칼라 노동자들이 민주당의 핵심을 형성했고, 개신교 사업가, 전문가, 사무직 노동자들은 공화당에 속하면서 이분법이 형성되었다. 1936년 초 <Who's Who> 목록에 있는 사람들을 대상으로 한 갤럽 여론조사에서는 31%만이 루스벨트에게 투표할 계획이라고 밝혔다. 전국적으로 루스벨트는 1940년 사업 및 전문직 유권자의 36%, 하위 화이트칼라 노동자의 48%, 블루칼라 노동자의 66%, 농부의 54% 득표율을 얻었다.
다양한 인구 통계 중, 민족성은 뉴딜 연합을 결속시킨 민주당의 가장 강력하고 신뢰할 수 있는 식별자였으며, 아래는 1944년 북부 유권자들 사이의 정당 식별 분포이다.
| 1944년 북부 도시의 정당 식별 | 민주당 | 무소속 | 공화당 |
| ---------------------------- | ------ | ------ | ------ |
| 전체                         | 32%    | 32%    | 36%    |
| 아일랜드인                   | 52%    | 27%    | 21%    |
| 흑인                         | 46%    | 20%    | 34%    |
| 유대인                       | 54%    | 35%    | 11%    |
| 이탈리아인                   | 52%    | 21%    | 27%    |
| 출처:                        |        |        |        |

루스벨트는 1936년과 1940년 사이에 이탈리아계, 흑인, 유대인 유권자들로부터 더 많은 지지를 얻는 데 성공했다.
| 1936년으로부터의 표 이동          | 1936년 루스벨트 지지 | 1936년 윌키 지지 | 미정; 1936년 비유권자 |
| --------------------------------- | -------------------- | ---------------- | --------------------- |
| 1940년 랜든을 위한 이탈리아계     | 2.8%                 | 91.6%            | 5.6%                  |
| 1940년 루스벨트를 위한 이탈리아계 | 64.4%                | 23.9%            | 11.7%                 |
| 1940년 랜든을 위한 유대인         | 8.7%                 | 91.2%            | 0.1%                  |
| 1940년 루스벨트를 위한 유대인     | 88.2%                | 7.7%             | 4.1%                  |
| 1940년 랜든을 위한 흑인           | 17.1%                | 73.2%            | 9.7%                  |
| 1940년 루스벨트를 위한 흑인       | 72.6%                | 17.8%            | 9.6%                  |
| 출처:                             |                      |                  |                       |

이 연합은 유대인과 가톨릭 신자들 사이에서 가장 강했고, 백인 개신교도들 사이에서 가장 약했다.
| 1940년 종교별 투표율            | FDR 득표율 |
| ------------------------------- | ---------- |
| 전체                            | 55%        |
| 유대인                          | 87%        |
| 가톨릭                          | 73%        |
| 응답 없음                       | 51%        |
| 개신교                          | 45%        |
| 출처: 갤럽 여론조사 #294, #335. |            |

### 노동조합
뉴딜 정책자들은 특히 1935년 전국노동관계법을 통해 노동조합을 육성하기 위해 중요한 성공적인 노력을 기울였다. 또한, 민주당이 이끄는 주 정부는 기업 친화적이었던 공화당보다 노동조합에 훨씬 더 호의적이었다. 1940년에 FDR은 비노조 육체 노동자의 64%, AFL 조합원의 71%, CIO 조합원의 79%를 얻었다. 제2차 세계 대전 동안 노동조합 가입은 빠르게 증가했다. 1944년에 FDR은 비노조 육체 노동자의 56%, AFL 조합원의 69%, CIO 조합원의 79%를 얻었다. 1948년 트루먼도 비슷한 결과를 얻었다.
존 L. 루이스가 이끄는 더 전투적인 산업별 노동조합들은 산업별 조직회의(CIO)를 결성하고 1938년에 더 전통적인 미국노동연맹에서 분리되었다. 두 연맹 모두 빠르게 조합원 수를 늘렸지만, 격렬하게 다투었다. 둘 다 루스벨트와 뉴딜 연합을 지지했다. 1937–38년의 전국적인 노동 파업 물결은 많은 유권자들을 소외시켰고, 분열은 뉴딜 연합을 약화시켰다. 가장 논란이 많았던 노동 지도자는 탄광 노동자들의 수장이었던 존 L. 루이스였다. 그는 1938–1941년에 CIO를 이끌었다. 루이스는 고립주의자였고 루스벨트와 결별하여 1940년 선거에서 루스벨트의 공화당 상대 후보를 지지했는데, 이는 CIO의 친소련 극좌파 요소가 요구한 입장이었다. 그럼에도 불구하고, CIO 조합원들은 루스벨트에게 투표했고, 루이스는 그의 미국광산노동자연합과 함께 CIO를 떠날 수밖에 없었다. 또한, 노동 후보들의 승리와 노동조합이 조직한 투표 독려 캠페인은 많은 도시 산업 지역에서 1948년 선거에서 트루먼이 앞서 나가는 이유가 되었다. 이러한 성과는 트루먼이 민주당의 의회 후보보다 4% 뒤처지는 약한 모습을 보였음에도 불구하고 이루어졌다.

### 도시 정치 및 기계
도시 민주당 조직은 새로운 역할을 수행했다. 전통적으로 도시에서 권력을 얻는 목표는 투표율을 낮게 유지하고 면밀히 주시함으로써 촉진되었다. 전국적인 뉴딜 연합의 일환으로, 조직들은 주의 선거인단을 확보해야 했다. 이를 위해서는 가능한 한 가장 큰 다수를 만들어내야 했다. 그들은 일부 공화당원들을 전환시키고 이전에 투표한 적이 없는 많은 사람들을 동원함으로써 이를 달성했다. 밀턴 라코브는 이렇게 말했다: "남부를 장악하고 북부의 대도시에서 압도적인 다수를 확보하는 것이 민주당의 전국적인 패권을 보장했다." 새로운 다수는 1936년 대규모 압승에서는 중요하지 않았지만, 1940년에는 결정적이었다. 유권자의 3분의 1이 인구 10만 명 이상의 106개 도시에 살았다. 이들은 FDR에게 61%를 던졌다. 남부는 유권자의 6분의 1을 차지했고 FDR은 73%를 얻었다. 나머지 유권자의 절반, 즉 비대도시 북부는 공화당의 웬델 윌키에게 53%를 던졌다. 가능한 한 가장 큰 압도적인 승리가 필요했고, 도시 조직들은 1940년, 1944년, 1948년에 이를 달성했다. 1920년대에는 강력한 대도시 공화당 조직이 흔했다. 대공황 동안 그들의 지지는 급락했고, 필라델피아, 피츠버그, 시카고, 세인트루이스 등지에서 민주당 조직에 의해 대체되었다. 도시 북부 전역에서 흑인들은 공화당을 버리고 민주당 조직으로 환영받았다.
소수민족과 가톨릭 신자들은 대도시에 집중되어 있어 민주당 성향이 강했다. 1950년 인구 10만 명 이상의 103개 대도시는 민주당의 강력한 지지 기반이었으며, 일반적으로 제2차 세계대전 중과 그 이후에 사라진 옛 정치 조직들이 있었다. 대도시들은 1932년과 1936년에 FDR에게 평균 66%를 던졌고, 나머지 지역은 58%였다. 도시들은 1940년과 1944년에 FDR에게 5점 하락하여 61%를 던졌고, 나머지 지역은 7점 하락하여 51%를 던졌다.

## 집단 투표: 1948~1964
| 주요 집단      | 1948 | 1952 | 1956 | 1960 | 1964 |
| -------------- | ---- | ---- | ---- | ---- | ---- |
| 백인           | 50   | 43   | 41   | 49   | 59   |
| 흑인           | 71   | 77   | 61   | 68   | 94   |
| 대졸 학력      | 22   | 34   | 31   | 39   | 52   |
| 고졸 학력      | 51   | 45   | 42   | 52   | 62   |
| 초등 학력      | 64   | 52   | 50   | 55   | 66   |
| 전문직 및 사업 | 19   | 36   | 32   | 42   | 54   |
| 화이트칼라     | 47   | 40   | 37   | 48   | 57   |
| 육체 노동자    | 66   | 55   | 50   | 60   | 71   |
| 농부           | 60   | 33   | 46   | 48   | 53   |
| 노조원         | 76   |      | 51   | 62   | 77   |
| 비노조원       | 42   |      | 35   | 44   | 56   |
| 개신교         | 43   | 37   | 37   | 38   | 55   |
| 가톨릭         | 62   | 56   | 51   | 78   | 76   |
| 공화당원       |      | 8    | 4    | 5    | 20   |
| 무소속         |      | 35   | 30   | 43   | 56   |
| 민주당원       |      | 77   | 85   | 84   | 87   |
| 동부           | 48   | 45   | 40   | 53   | 68   |
| 중서부         | 50   | 42   | 41   | 48   | 61   |
| 서부           | 49   | 42   | 43   | 49   | 60   |
| 남부           | 53   | 51   | 49   | 51   | 52   |
| 전체 유권자    | 50   | 45   | 42   | 50   | 61   |

※출처: 갤럽 여론조사 (갤럽 1972)

## 유산
대도시 정치기계는 1940년대에 올버니와 시카고처럼 조금 더 오래 남은 몇몇 예외를 제외하고는 사라졌다. 대부분의 도시에서 지방 민주당원들은 WPA의 후원직에 크게 의존했다. 1943년에 WPA가 끝나자 완전 고용이 이루어졌고 대체할 후원직이 만들어지지 않았다. 게다가 제2차 세계대전은 너무나 큰 번영을 가져와서 뉴딜 정책의 구호 메커니즘이 더 이상 필요하지 않게 되었다.
노동조합은 1950년대에 규모와 권력에서 정점을 찍었지만 그 후 꾸준히 쇠퇴했다. 그들은 여전히 민주당의 주요 후원자이지만, 조합원 수가 너무 적어서 영향력을 많이 잃었다. 1960년대부터 1990년대까지 많은 일자리가 노동조합의 영향을 받지 않는 선벨트로 이동했고, 공화당은 노동조합을 부패하고 비효율적이라고 자주 비난했다.
지식인들은 1932년부터 민주당에 대한 지지를 늘렸다. 그러나 베트남 전쟁은 심각한 분열을 초래했으며, 신좌파는 대부분의 민주당 대통령 후보를 지지하지 않았다. 1990년대 이후, 대학원 학위를 가진 미국인의 수가 증가하면서 민주당을 지지해왔다. 최근 몇 년 동안, 대학 학위를 가진 백인 미국인들은 특히 젊은 유권자들 사이에서 민주당을 지지하는 경향을 보였는데, 이는 2000년 이전 패턴과는 반대되는 현상이다.
백인 남부인들은 목화와 담배 농업을 포기하고 도시로 이주했으며, 그곳에서는 뉴딜 정책이 훨씬 덜 영향을 미쳤다. 1950년대부터 남부 도시와 교외 지역은 공화당에 투표하기 시작했다. 백인 남부인들은 북부 민주당이 민권 운동에 보낸 지지를 자신들의 이익에 대한 직접적인 정치적 공격으로 여겼고, 이는 1964년 디프사우스를 처음으로 장악한 공화당원 배리 골드워터에게 항의표를 던지는 길을 열었다. 지미 카터와 빌 클린턴은 대통령 선거 투표에서 많은 남부 백인들을 다시 끌어들였지만, 2000년까지 남부의 백인 남성들은 2대 1로 공화당을 지지했으며, 실제로 새로운 공화당 연합의 주요 부분을 형성했다. 2010년대 이후로는 버지니아, 조지아, 노스캐롤라이나와 같은 주에서 대학 학위를 가진 비복음주의 젊은 백인 남부인들이 민주당 쪽으로 기울고 있다.
유럽계 소수민족들은 1960년대 이후 성장했다. 로널드 레이건은 많은 노동계급 사회 보수주의자들을 레이건 민주당원으로 공화당으로 끌어들였다. 많은 중산층 소수민족들은 민주당을 노동계급 정당으로 보았고, 중산층 정당으로 공화당을 선호했다. 또한, 많은 사람들이 1964년 민권법을 지지했지만, 일반적으로 인종 통합에 반대했으며, 도시 범죄 증가에 대한 공화당의 입장을 지지했다. 그러나 유대인 공동체는 계속해서 대다수가 민주당에 투표했다: 2004년에 74%, 2008년에 78%, 2012년에 69%가 민주당 대통령 후보에게 투표했다.
아프리카계 미국인들은 민주당에 대한 충성심과 그 수가 더욱 강력해졌다. 1930년대부터 1960년대까지 북부의 흑인 유권자들은 민주당으로 기울기 시작했지만, 남부의 흑인 유권자들은 대부분 참정권을 박탈당했다. 1960년대 민권 운동 이후, 흑인 유권자들은 민주당 유권자 기반의 훨씬 더 중요한 부분이 되었다. 그들의 민주당에 대한 충성심은 모든 소득 및 지리적 경계를 넘어 전국에서 가장 통일된 유권자 집단을 형성했으며, 2008년 이후 흑인 유권자의 87% 이상이 민주당 대통령 후보에게 투표했다.

## 같이 보기
- 제5차 정당제: 1930년대–1970년대
- 보수 연합: 1938년까지 활동한 야당
- 오바마 연합: 21세기
- 민주당 (미국)의 역사

## 더 읽어보기
- Allswang, John M. New Deal and American Politics (1978).
- Braik, Fethia. "New Deal for Minorities During the Great Depression." Journal of Political Science and International Relations 1.1 (2018): 20–24. online
- Burns, James MacGregor. Roosevelt: The Lion and the Fox (1956); a standard scholarly biography emphasizing politics; vol 1 online
  - Burns, James MacGregor. Roosevelt: the soldier of freedom (1970) covers 1940–1945 vol 2 online
- Caughey, Devin, Michael C. Dougal, and Eric Schickler. "Policy and Performance in the New Deal Realignment: Evidence from old data and new methods." Journal of Politics 82.2 (2020): 494–508. online
- Caughey, Devin, Michael Dougal, and Eric Schickler. "The Policy Bases of the New Deal Realignment: Evidence from Public Opinion Polls, 1936–1952." Journal of Politics (2018).
- Caughey, Devin, and Christopher Warshaw. "The dynamics of state policy liberalism, 1936–2014." American Journal of Political Science 60.4 (2016): 899–913. online
- Chafe, William H. ed. Achievement of American Liberalism: The New Deal and Its Legacies 2003) 12 essays focusing on the issues
- Critchlow, Donald T. In Defense of Populism: Protest and American Democracy (U of Pennsylvania Press, 2020).
- Davies, Gareth, and Julian E. Zelizer, eds. America at the Ballot Box: Elections and Political History (2015) pp. 153–66, New Deal as issue in 1940 election.
- Gerstle, Gary, and Steve Fraser, eds. The Rise and Fall of the New Deal Order, 1930–1980 (Princeton University Press, 1989); 10 scholarly essays focused on the coalition online
- Howard, Donald S. WPA and federal relief policy (1943), 880pp; highly detailed report by the independent Russell Sage Foundation. online
- Isserman, Maurice, and Michael Kazin. America divided: The civil war of the 1960s (6th ed. Oxford UP, 2020).
- Janeway, Michael. The Fall of the House of Roosevelt: Brokers of Ideas and Power from FDR to LBJ (Columbia University Press, 2004). online
- Jeffries, John W. Testing the Roosevelt coalition: Connecticut society and politics, 1940–1946 (Yale University, 1973).
- Jensen, Richard. "The Last Party System, 1932–1980," in Paul Kleppner, ed. Evolution of American Electoral Systems (1981).
- Kazin, Michael. What It Took to Win: A History of the Democratic Party (2022)excerpt
- Lipset, Seymour Martin, ed. Party Coalitions in the 1980s (1981).
- Ladd Jr., Everett Carll with Charles D. Hadley. Transformations of the American Party System: Political Coalitions from the New Deal to the 1970s 2nd ed. (1978).
- Leuchtenburg, William E. "Franklin D. Roosevelt and the New Deal, 1932–1940." (1963), a standard scholarly survey online
- Leuchtenburg, William E. In the Shadow of FDR: From Harry Truman to George W. Bush (2001).
- Manza, Jeff and Clem Brooks; Social Cleavages and Political Change: Voter Alignments and U.S. Party Coalitions, (1999).
- Mason, Robert. "Political Realignment." in A Companion to Richard M. Nixon (2011) pp: 252–269. online
- Milkis, Sidney M. and Jerome M. Mileur, eds. The New Deal and the Triumph of Liberalism (2002).
- Milkis, Sidney M. The President and the Parties: The Transformation of the American Party System Since the New Deal (1993).
- Mott, James Clinton. "The fate of an alliance: The Roosevelt coalition, 1932–1952" (PhD thesis, University of Illinois at Chicago ProQuest Dissertations Publishing, 1988. 8821023) statistical reanalysis of Gallup polls.
- Nelson, Bruce. "'Give Us Roosevelt'--Workers and the New Deal Coalition." History Today 40.1 (1990): 40–48., popular history
- Nelson, Michael. "The Historical Presidency: Lost Confidence: The Democratic Party, the Vietnam War, and the 1968 Election." Presidential Studies Quarterly 48.3 (2018): 570–585.
- Norpoth, Helmut, Andrew H. Sidman, and Clara H. Suong. "Polls and Elections: The New Deal Realignment in Real Time." Presidential Studies Quarterly 43.1 (2013): 146–166. online
- Parmet, Herbert S. The Democrats: The years after FDR (1976) online
- Patterson, James. Congressional Conservatism and the New Deal: The Growth of the Conservative Coalition in Congress, 1933–39 (1967). online
- Patterson, James T. Grand Expectations: The United States, 1945–1974 (Oxford University Press, 1996), a standard scholarly survey.
- Radosh, Ronald. Divided They Fell: The Demise of the Democratic Party: 1964–1996 (Oxford University Press, 1996). online
- Reed Jr, Adolph. "Race and the Disruption of the New Deal Coalition." Urban Affairs Quarterly 27.2 (1991): 326–333.
- Riccards, Michael P., and Cheryl A. Flagg eds. Party Politics in the Age of Roosevelt: The Making of Modern America (2022) excerpt
- Rubin, Richard L. Party Dynamics, the Democratic Coalition and the Politics of Change (1976). online
- Savage, Sean J. Roosevelt: The Party Leader, 1932–1945 (University Press of Kentucky, 2014). online
- Savage, Sean J. Truman and the Democratic Party (1997) online
- Schickler, Eric, and Devin Caughey, "Public Opinion, Organized Labor, and the Limits of New Deal Liberalism, 1936–1945," Studies in American Political Development, 25 (2011), 162–89. online
- Schlesinger, Arthur M. Jr. The Age Of Roosevelt, The Politics Of Upheaval (1957) online a major scholarly survey
- Scroop, Daniel Mark. Mr. Democrat: Jim Farley, the New Deal and the Making of Modern American Politics (University of Michigan Press, 2009). exderpt
- Singleton, Jeff. The American Dole: Unemployment Relief and the Welfare State in the Great Depression (2000)
- Sitkoff, Harvard. A New Deal for Blacks: The Emergence of Civil Rights as a National Issue, Vol. I: The Depression Decade (Oxford UP, 1979) online
- Smith, Jason Scott. Building New Deal Liberalism: the Political Economy of Public Works, 1933–1956 (2005)
- Sundquist, James L. Dynamics of the Party System: Alignment and Realignment of Political Parties in the United States (1983)
- Taylor, Nick. American-Made: The Enduring Legacy of the WPA: When FDR Put the Nation to Work (2008) comprehensive history; 640pp excerpt
- Trende, Sean (2012). 《The Lost Majority: Why the Future of Government Is Up for Grabs–and Who Will Take It》. St. Martin's Press. ISBN 978-0230116467.
- Weiss, Nancy J. Farewell to the party of Lincoln: Black politics in the age of FDR (1983) online

### 기계 및 지역 사회
- 앤더슨, 크리스티. The Creation of a Democratic Majority, 1928–1936 (1979), on Chicago.
- Boulay, Harvey, and Alan DiGaetano. "Why did political machines disappear?" Journal of Urban History 12.1 (1985): 25–49.
- DiGaetano, Alan. "Urban political reform: Did it kill the machine?" Journal of urban history 18.1 (1991): 37–67.
- Dorsett, Lyle W. Franklin D. Roosevelt and the City Bosses (1977), short survey of major machines online
- Eldersveld, Samuel J. "The Influence of Metropolitan Party Pluralities in Presidential Elections Since 1920: A Study of Twelve Key Cities" American Political Science Review 43#6 (1949), pp. 1189–1206 online
- Erie, Steven P. Rainbow's end: Irish-Americans and the dilemmas of urban machine politics, 1840–1985 (U of California Press, 1990).
- Gamm, Gerald H. The making of the New Deal Democrats: Voting behavior and realignment in Boston, 1920–1940 (U of Chicago Press, 1989).
- Gosnell, Harold. Machine politics: Chicago model (1937) online.
- Heineman, Kenneth J. Catholic New Deal: Religion and Reform in Depression Pittsburgh (Penn State Press, 2010).
- Jones, Gene Delon. "The Origin of the Alliance between the New Deal and the Chicago Machine" Journal of the Illinois State Historical Society 67#3 (1974), pp. 253–274 online
- Lewis, Michael. "No Relief From Politics: Machine Bosses and Civil Works." Urban Affairs Quarterly 30.2 (1994): 210–226.
- Lubell, Samuel. The Future of American Politics (2nd ed. 1956). online
- Luconi, Stefano. "Machine politics and the consolidation of the Roosevelt majority: The case of Italian Americans in Pittsburgh and Philadelphia." Journal of American Ethnic History (1996): 32–59. online
- MacKay, Malcolm. In With Flynn, The Boss Behind the President (2020), popular biography. excerpt
- Sheppard, Si. The Buying of the Presidency? Franklin D. Roosevelt, the New Deal, and the Election of 1936 (ABC-CLIO, 2014). excerpt
- Sheppard, Si. " 'If it wasn't for Roosevelt you wouldn't have this job': The Politics of Patronage and the 1936 Presidential Election in New York." New York History 95.1 (2014): 41–69. excerpt
- Shover, John L. "The emergence of a two-party system in Republican Philadelphia, 1924–1936." Journal of American History 60.4 (1974): 985–1002. online
- Stave, Bruce. The New Deal and the Last Hurrah: Pittsburgh Machine Politics (U of Pittsburgh Press, 1970).
- Stave, Bruce. "The New Deal, The Last Hurrah, and the Building of an Urban Political Machine" Pennsylvania History 33.4 (1966): 460–483. online
- Sugrue, Thomas J. "Crabgrass-roots politics: Race, rights, and the reaction against liberalism in the urban north, 1940–1964." Journal of American History 82.2 (1995): 551–578. online
- Trout, Charles H. Boston, the Great Depression, and the New Deal (1977).
- Williams, Mason B. City of Ambition: FDR, LaGuardia, and the Making of Modern New York (WW Norton, 2013).
- Zeitz, Joshua M. White Ethnic New York: Jews, Catholics, and the Shaping of Postwar Politics (2007).

### 역사 서술
- Blake, William. "The New Deal: Retrospection, Realignment, or a Reconstituted Polity?." (2020). online
- Salvatore, Nick, and Jefferson Cowie. "The Long Exception: Rethinking the Place of the New Deal in American History." International Labor and Working Class History 74 (Fall 2008) : 3‐32. online
- Shafer, Byron E., ed. The End of Realignment?: Interpreting American Electoral Eras (U of Wisconsin Press, 1991).
- Sitkoff, Harvard, ed. Fifty Years Later: The New Deal Evaluated (Temple University Press, 1985).
- Sternsher, Bernard. "The New Deal party system: A reappraisal." Journal of Interdisciplinary History 15.1 (1984): 53–81. online

### 1차 자료
- Cantril, Hadley and Mildred Strunk, eds.; Public Opinion, 1935–1946 (1951), massive compilation of many public opinion polls online
- Flynn, Edward J. You're the boss (1947); 에드워드 J. 플린은 뉴욕시의 보스였고, 팔리와 함께 FDR의 후원자 고문이었다. online
- Gallup, George. The Gallup Poll: Public opinion, 1935–1971 (3 vol 1972) vol 1 online 1935–1948).
- Robinson, Edgar Eugene. They Voted for Roosevelt: The Presidential Vote, 1932–1944 (1947) tables of votes by county.